# Herman Schultz (strzelec)
Herman Antoine Henri Schultz (ur. 6 maja 1901 w Monako, zm. ?) - monakijski strzelec, olimpijczyk. Brał udział w igrzyskach w latach 1924 (Paryż), 1936 (Berlin), 1948 (Londyn) oraz 1952 (Helsinki). Nie zdobył żadnych medali.

## Wyniki olimpijskie
| Igrzyska | Konkurencja                      | Wynik       | Miejsce |
| -------- | -------------------------------- | ----------- | ------- |
| IO 1924  | Karabin małokalibrowy leżąc 50 m | 381 punktów | 36.     |
| IO 1936  | Pistolet dowolny 50 m            | 496 punktów | 38.     |
| IO 1936  | Pistolet szybkostrzelny 25 m     | –           | AC      |
| IO 1948  | Pistolet dowolny 50 m            | 495 punktów | 41.     |
| IO 1952  | Pistolet dowolny 50 m            | 501 punktów | 39.     |
| IO 1952  | Pistolet szybkostrzelny 25 m     | 512 punktów | 33.     |